# فیلیپستاد
شهر فیلیپستاد (به سوئدی: Filipstad) در ناحیه شهری فیلیپستاد در کشور سوئد واقع شده‌است. جمعیت این شهر ۹۴۴٫۴۲  نفر است.